# Guido Marzulli

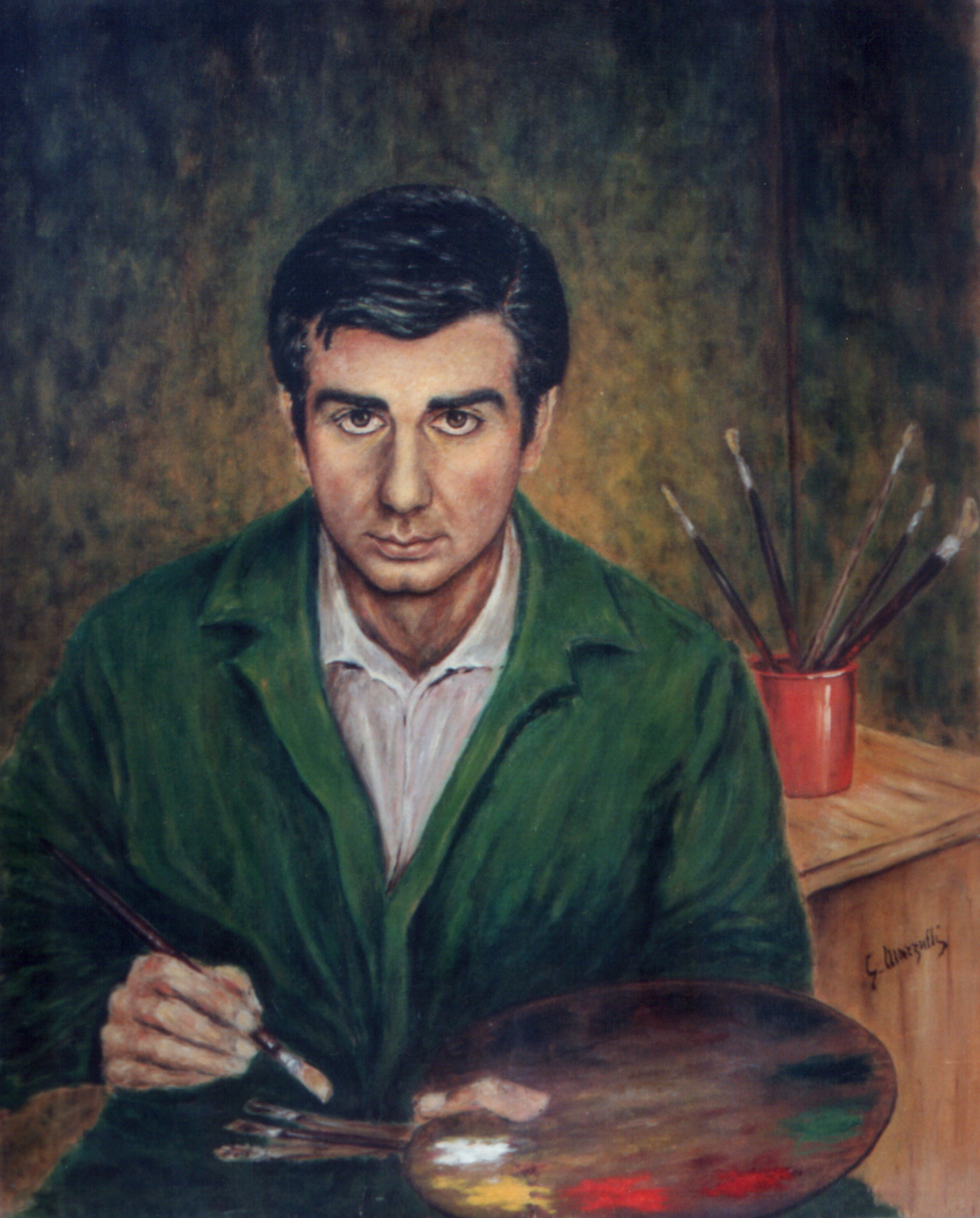
Guido Marzulli - Selbstportrait von 1969

Guido Marzulli (* 8. Juli 1943 in Bari, Italien) ist ein italienischer Maler des zeitgenössischen Figurativen Realismus.

## Biographie
Er entdeckte bereits in jungen Jahren seine Liebe zur Malerei. Er begann seine künstlerische Tätigkeit in Bari, wo er auch sein Studium der Wirtschaftswissenschaften abschloss.
In seiner Jugend hatte er die Möglichkeit, die meisten Künstler aus dem Süden Italiens kennenzulernen, die häufig in seinem Elternhaus verkehrten (beide Elternteile waren talentierte Maler), und er beteiligte sich aktiv an Debatten und Diskussionen über Inhalt und Form der modernen Kunst.
Im Jahre 1970 zog er nach Rom, wo er die großen europäischen Künstler aus dem sechzehnten bis neunzehnten Jahrhundert studierte und seine Arbeit im Hoch- und Querformat perfektionierte.
Im Jahr 1991 zog er nach Mailand.

## Werke

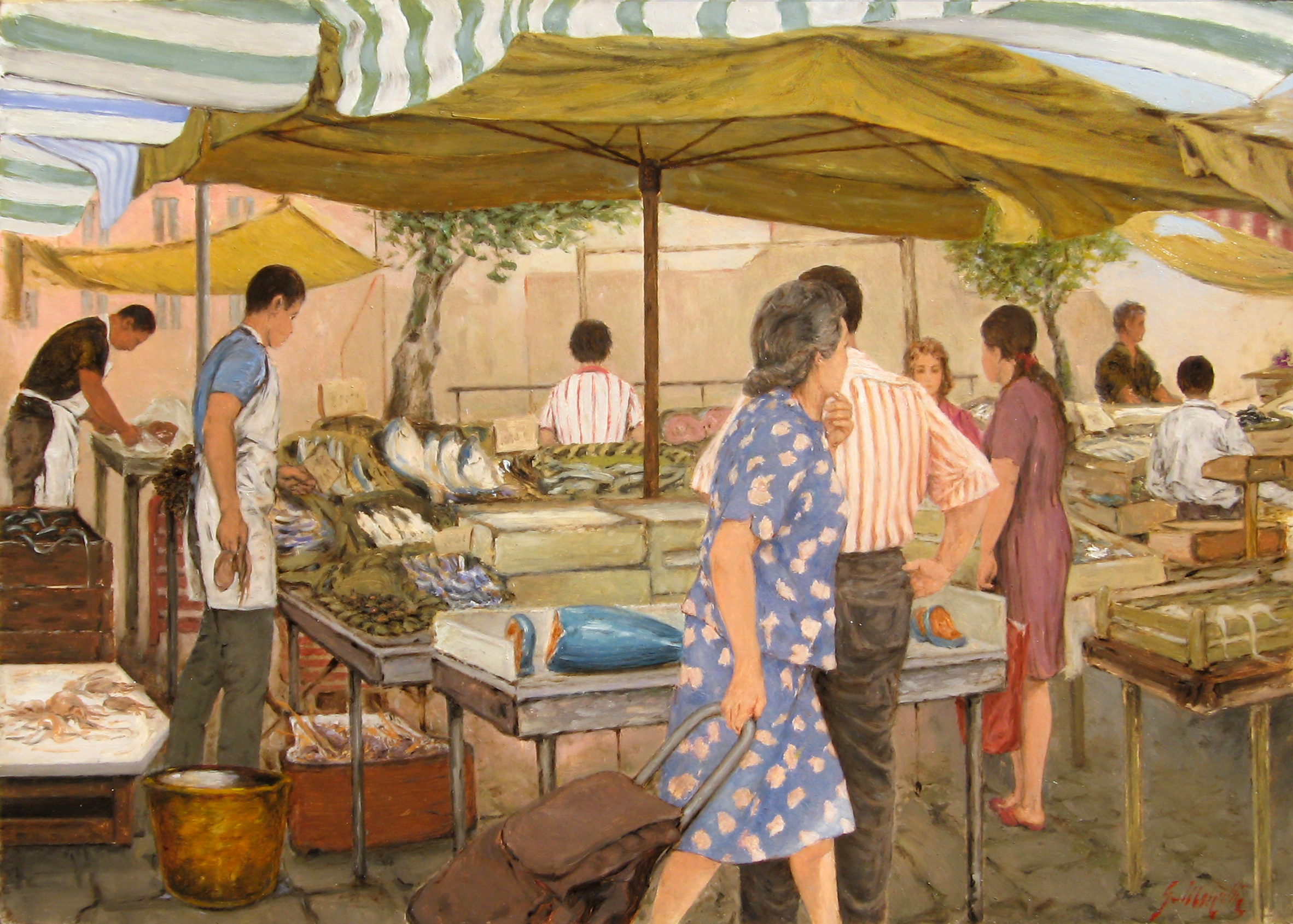
Mercato del pesce a Milano

Er erhielt Auszeichnungen und Anerkennung (unter anderem die Gold-Medaille auf der Biennale di Roma G. Tortelli 1990).
Stilistisch ist er dem figurativen Realismus zuzuordnen.
Marzulli ist davon überzeugt, dass ein Gemälde nicht unbedingt das Ergebnis einer Suche nach Neuheit sein muss, die sehr aufwändig von einigen wenigen Auserwählten interpretiert werden muss. Vielmehr sollte das Gemälde einfach verständlich sein, und zwar von so vielen Menschen wie möglich, die sich auch darin wiedererkennen sollten, und ohne Schwierigkeiten an Gefühle und Ereignisse aus dem Leben erinnert werden – auch aus dem eigenen.
In seinen Werken gibt es fast immer eine menschliche Figur. Seine Lieblingsmotive sind Szenen des täglichen Lebens, Märkte, Porträts, belebte Stadtszenen und Seelandschaften.

## Museen
Werke Marzullis sind zu sehen in Bari in der Pinacoteca Provinciale di Bari, in Latina in der Galleria Civica d’Arte Moderna e Contemporanea di Latina, in Foggia in der Museo Civico e Pinacoteca Comunale di Foggia, in Matera in der Museo Nazionale di Matera.

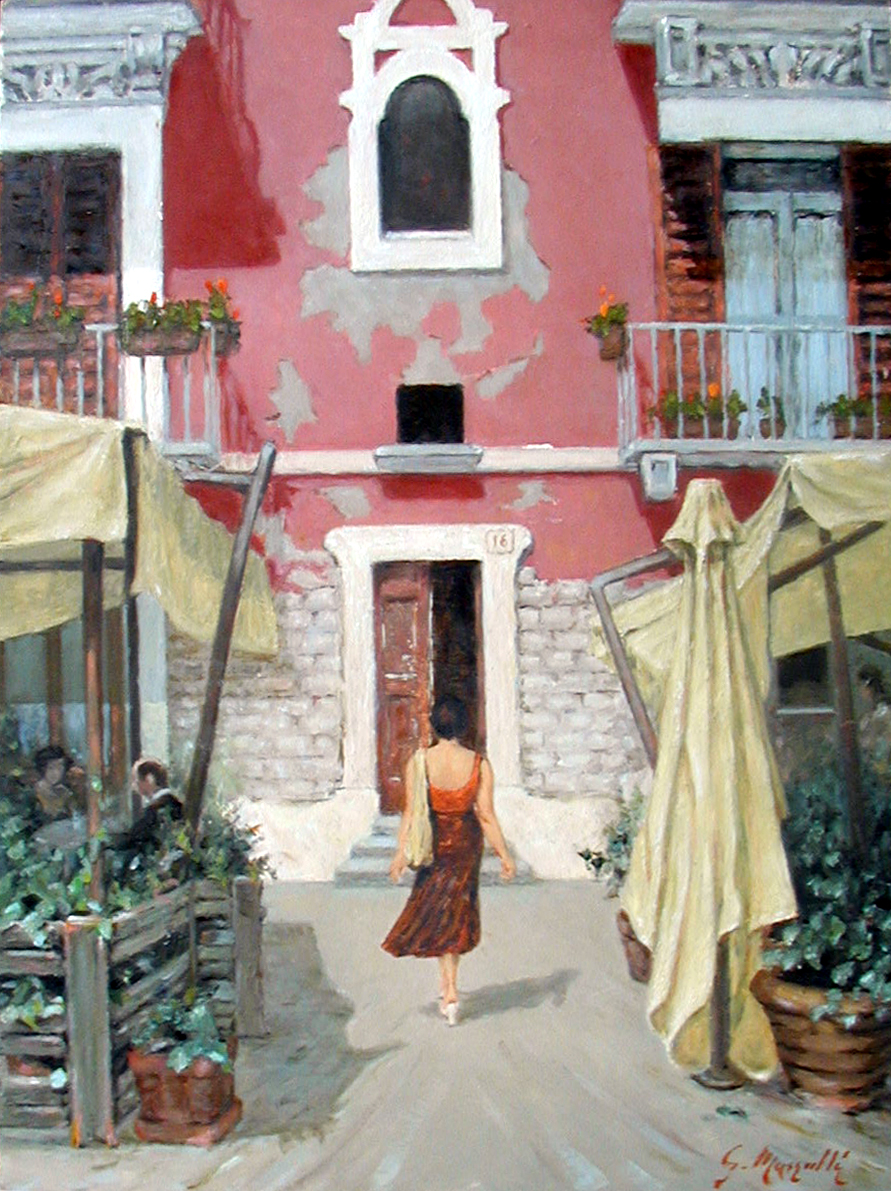
Appuntamento al n.16 di Piazza Mercantile (Museum in BARI - Pinacoteca Metropolitana di Bari)

Viele seiner Bilder sind katalogisiert.

## Bibliographie/Literatur
- Dizionario Enciclopedio Internazionale d’arte Moderna e contemporanea, Ferrara, Alba, 2003, S. 503.
- Annuario d’arte moderna artisti contemporanei.ed. Napoli, ACCA, in: Arte, Editrice s.r.l., 2003, S. 513. ISBN 88-88721-00-2.
- Annuario Comed guida internazionale delle belle arti, Milano Verlag, Comed 2004, S. 196. ISBN 88-900040-8-8.
- Catalogo dell'Arte Moderna - Gli Artisti Italiani dal Primo Novecento ad Oggi - . Ed. Milano, Giorgio MONDADORI, 2009. N.45, sez.II p 280, sez.III "p" 100. ISBN 978-88-6052-245-0.
- FRA TRADIZIONE E INNOVAZIONE - Artisti Europei da non dimenticare - Vol. III - éd. Napoli Nostra 2015, p 117, 127, 130 - illustr. p 117 - 127.
- The BEST 2015 Modern and Contemporary ARTISTS  - 2015 - p. 113 - curated by S.& F.S. Russo.
- Protagonisti dell’Arte - 2014 - dal XIX secolo ad Oggi . - Parte I p. 127 - Parte II p 69. ed.EA Editore. ISBN 978-88-908587-4-1.
- PREMIO INTERNAZIONALE PAOLO LEVI. - "p." 28 e "p." 323 - Ed. Effetto Arte, 2017. ISBN 978-88-941280-6-2.

## Belege
1. ↑  Archiv Comanducci
2. ↑  L’Arte nel DNA (DVD Ed. Roma 1994 - Ed. Roma 2006)
3. ↑  Universal-Wörterbuch - Dizionario Universale Comanducci
4. ↑  Dizionario Universale Comanducci - Archivio Comanducci
5. ↑  Archivio della Soprintendenza alla Galleria Nazionale d’Arte Moderna - Kunstmuseum in Rom
6. ↑  Archivierte Kopie (Memento des Originals vom 22. Juli 2011 im Internet Archive)  Info: Der Archivlink wurde automatisch eingesetzt und noch nicht geprüft. Bitte prüfe Original- und Archivlink gemäß Anleitung und entferne dann diesen Hinweis.
7. ↑  Archivio Bioiconografico della Soprintendenza alla Galleria Nazionale d’Arte Moderna
8. ↑  Sito ufficiale della Galleria Nazionale d’Arte Moderna di Roma - Soprintendenza - OPAC

| Personendaten    | Personendaten       |
| ---------------- | ------------------- |
| NAME             | Marzulli, Guido     |
| KURZBESCHREIBUNG | italienischer Maler |
| GEBURTSDATUM     | 8. Juli 1943        |
| GEBURTSORT       | Bari, Italien       |